# Stanisław Baliński (poeta)

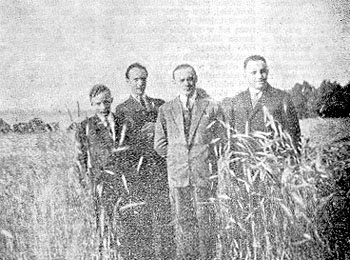
Od lewej: Jerzy Liebert, Jarosław Iwaszkiewicz, Aleksander Landau, Stanisław Baliński, 1924.

Stanisław Baliński herbu Jastrzębiec, ps. Stephen Baley (ur. 2 sierpnia 1898 w Warszawie, zm. 12 listopada 1984 w Londynie) – polski poeta, prozaik nowelista, eseista, dyplomata, tłumaczył na język polski poezję z języka francuskiego, angielskiego, rosyjskiego oraz włoskiego.

## Życiorys
Był synem Ignacego h. Jastrzębiec (1862–1951) i Marii z Chomętowskich h. Lis (1868–1934) i bratem Antoniego Edwarda (1907–1990), pracownika dyplomacji. Ukończył polonistykę na Uniwersytecie Warszawskim oraz teorię i kompozycję muzyki w Państwowym Konserwatorium Warszawskim. Studiował też prawo.
W 1920 został członkiem grupy poetyckiej „Skamander”. Od 1 grudnia 1922 rozpoczął pracę w MSZ. Pięć lat przebywał na placówce w Chinach, następnie w Brazylii i Persji. Odbył wiele podróży po Europie, Ameryce Południowej, Dalekim i Bliskim Wschodzie, oraz Afryce Północnej.
Po agresji III Rzeszy i ZSRR na Polskę w 1939 – przez Rumunię wyjechał do Paryża, a później do Wielkiej Brytanii. W latach 1939–1940 był pracownikiem Ministerstwa Informacji i Dokumentacji Rządu RP na uchodźstwie. W okresie 1940–1945 był pracownikiem polskiego MSZ w Londynie. Po objęciu funkcji ministra spraw zagranicznych przez Adama Tarnowskiego od 30 listopada 1944 do stycznia 1945 był chargé d’affaires przy emigracyjnym rządzie Czechosłowacji. Po wojnie pozostał na emigracji. W latach 50. XX w. współpracował z rozgłośniami Wolna Europa i Głos Ameryki. Od 1945 należał do angielskiego PEN Clubu.
W latach międzywojennych publikował m.in. w czasopismach „Skamander” i „Wiadomości Literackie”. W czasie II wojny światowej pisywał w takich tytułach jak „Wiadomości Polskie” (1940–1944), „Nowa Polska” (1942–1944), „Dziennik Polski i Dziennik Żołnierza” (1944). Po wojnie był stałym felietonistą „Wiadomości” Mieczysława Grydzewskiego.
W 1976 podpisał list pisarzy polskich na obczyźnie, solidaryzujących się z sygnatariuszami protestu przeciwko zmianom w Konstytucji Polskiej Rzeczypospolitej Ludowej (List 59). Był laureatem Nagrody Związku Pisarzy Polskich na Obczyźnie w 1981.
Jego grób symboliczny znajduje się na cmentarzu Powązkowskim w Warszawie (kwatera T-2-2).

## Dzieła wybrane

### Tomiki wierszy
- Wieczór na Wschodzie (1928)[1]
- Wielka podróż (1941)
- Tamten brzeg nocy (Londyn, 1942)
- Trzy poematy o Warszawie (1945)[1]
- Wiersze zebrane 1927–1947 (Stowarzyszenie Pisarzy Polskich, Londyn, 1948)
- Wiersze emigracyjne (Polska Fundacja Kulturalna, Londyn, 1981)[1],
- Peregrynacje – Poezje wybrane 1928–1981 (PIW, Warszawa, 1982)

### Opowiadania i nowele
- Koniec rodziny Jasnych (1923)
- Miasto księżyców (1924)[1]
- Talizmany i wróżby (Londyn, 1965)[1]

### Memuarystyka
- Two Septembers 1939 and 1940 – A Diary of Events (Londyn, 1941)

### Felietony
- Antrakty, czyli notatki o życiu i sztuce w drugiej połowie XX wieku w Londynie (Londyn, 1978)

### Tłumaczenia
- Jacques Prevert, Spacer Picassa i inne wiersze (Polska Fundacja Kulturalna, Londyn)

## Ordery i odznaczenia
- Srebrny Krzyż Zasługi (5 lutego 1929)[7]
- Medal Dziesięciolecia Odzyskanej Niepodległości[2]
- Krzyż Komandorski Orderu Wazów (Szwecja, 1938)[8]
- Krzyż Oficerski Orderu Korony Rumunii (Rumunia)[2]
- Krzyż Oficerski Orderu Danebroga (Dania, 1937)[9]

## Upamiętnienie
- Jego wiersz Mój kapitanie, już wieczór spopularyzowała Sława Przybylska, wykonując jako piosenkę, do której muzykę skomponował Włodzimierz Korcz[10].
- Jedna z ulic w Warszawie nosi jego imię (Aleja Stanisława Balińskiego)[11].